# Paula Forrest
Paula Forrest es una actriz australiana, conocida por haber interpretado a Shelley Sutherland en la serie Home and Away.

## Biografía
Paula se entrenó en el Western Australian Academy of Performing Arts "WAAPA".

## Carrera
En 1992 interpretó a Katie Baldwin en un episodio de la serie Police Rescue.
En 1999 apareció como invitada en la serie policíaca Water Rats donde dio vida a la doctora Fiona Hall Jones.
El 19 de junio de 2000 se unió al elenco recurrente de la serie exitosa serie australiana Home and Away donde interpretó a Shelley Sutherland, hasta el 2002 luego de que su personaje decidiera mudarse a Sídney con su esposo Rhys. Paula regresó como invitada a la serie en el 2003, el 2004 y finalmente en el 2009 cuando regresó para llevarse consigo a su esposa Kirsty Sutherland siendo su última aparición el 28 de octubre del mismo año
En el 2006 apareció en comerciales para Kellog's donde interpretó a un ángel guardián.

## Filmografía
Series de televisión
| Año               | Serie          | Personaje                  | Notas                         |
| ----------------- | -------------- | -------------------------- | ----------------------------- |
| 2014              | Love Child     | Helen                      | episodio # 1.2                |
| 2000 - 2004, 2009 | Home and Away  | Shelley Sutherland         | 76 episodios                  |
| 2008              | Double Trouble | Jueza                      | 2 episodios                   |
| 1999              | Water Rats     | Dra. Fiona Hall Jones      | episodio "The Drill"          |
| 1997              | Murdeer Call   | Susan Frickberge           | episodio "Drop Dead Gorgeous" |
| 1995              | Spellbinder    | Ms. Gibson                 | 8 episodios                   |
| 1993              | G.P.           | Gabrielle "Gabe" Henderson | episodio "A Minor Complaint"  |
| 1992              | Police Rescue  | Katie Baldwin              | episodio "The Big Canary"     |

Películas
| Año  | Título        | Personaje          | Notas                                                                     |
| ---- | ------------- | ------------------ | ------------------------------------------------------------------------- |
| 1993 | Blackfellas   | Oficial de Policía | junto a John Moore, David Ngoombujarra & Jaylene Riley                    |
| 1993 | Love in Limbo | Miss Cornish       | junto a Martin Sacks, Aden Young, Russell Crowe, Maya Stange & Bill Young |

Teatro
| Año  | Título                        | Personaje | Director (a)      | Teatro             | Notas                                                                   |
| ---- | ----------------------------- | --------- | ----------------- | ------------------ | ----------------------------------------------------------------------- |
| 1992 | Christmas Day                 | -         | Kingston Anderson | Playhouse Theatre  | junto a David Brown, Brian Harrison, Rosey Jones & Doreen Warburton     |
| 1991 | Twelfth Night                 | Viola     | Andrew Ross       | Octagon Theatre    | junto a Sylvia Clarke, John Moore, Kelton Pell & George Shevtsov        |
| 1991 | My Mother Said I Never Should | -         | Leith Taylor      | The Srudio Theatre | junto a Eileen Colocott, Rosemarie Lenzo& Jenny McNae                   |
| 1991 | Naming the Waves              | -         | Aarne Neeme       | The Studio Theatre | junto a Julia Black, Julie Hudspeth, Sean O'Shea & Douglas Walker       |
| 1991 | Dinkum Assorted               | -         | Ross Coli         | Playhouse Theatre  | junto a Margaret Anketell, Simone Bateman, Alice Dale & Kate Hall       |
| 1990 | The Cherry Orchard            | -         | John Saunders     | Playhouse Theatre  | junto a John Adams, Bernie Davis, Sean O'Shea, Igor Sas & Neville Teede |